# Inden for murene - en film om Berlingske Annoncecenter
Inden for murene - en film om Berlingske Annoncecenter er en dansk dokumentarfilm, der er instrueret af Gunnar Geertsen efter manuskript af ham selv, Hans Prehn og Per Holst.

## Handling
Denne artikel mangler et handlingsreferat. Hjælp os med at skrive det.

## Medvirkende
- Paul Hagen
- Søren Pilmark
- Lene Poulsen